# ۴۵۰۰ پاسکال
سیارک ۴۵۰۰ (به انگلیسی: 4500 Pascal، نامگذاری:1989CL) چهار هزار و پانصدمین سیارک کشف شده‌است که در ۳ فوریه ۱۹۸۹ کشف شد.
قدر مطلق سیارک برابر ۱۲٫۰۰ است.